# Teleki-ház (Kolozsvár)
A kolozsvári Teleki-ház (románul Palatul Teleki) a Farkas (Kogălniceanu) utca és a Minorita (Hermann Oberth) utca sarkán található impozáns barokk épület. A Bánffy-palota után ezt tartják a városbeli 18. század végi profán építészet legkiválóbb alkotásának. A romániai műemlékek  jegyzékében a CJ-II-m-A-07375 sorszámon szerepel.

## Története
Az építkezés, amelyet három telken gróf Teleki Ádám kezdett el, 1790 és 1795 között tartott és 1000 forintba került. A tervező Josef Leder volt, aki Johann Eberhard Blaumann vicepallérjaként már elismerést szerzett a városban. Az ácsmunkákat Überlacher Antal végezte, az építkezés vezetője Franz Gintner volt. Teleki Ádám utód nélkül hunyt el, így az építkezést rokona, Teleki László fejezte be. A házat utána fia, Teleki József történetíró, Erdély gubernátora örökölte, aki itt írta A Hunyadiak kora című művét. Az ő idejében az emeleti szalon az erdélyi közélet fontos színhelye volt, amelyet a kormánypárti és ellenzéki felfogásúak egyaránt látogattak.
Az 1930-as években a ház az erdélyi római katolikus egyház tulajdonába került. A kommunista rendszerben államosították, és kollégiumi szállásokat illetve lakásokat alakítottak ki benne. Jelenleg a homlokzati részt az Octavian Goga Megyei Könyvtár foglalja el, az udvari részben lakások vannak.

## Leírása
A legkorábbi tervek jóval szerényebbek, mint a végül is elkészült épület; a terv módosítása feltételezhetően a nagyszabású Bánffy-palota hatását mutatja. A palota stílusában ötvöződnek a csehországi késő barokk illetve az erdélyi barokk elemei, de az oszlopos erkély illetve az emeleti oszloprend már a klasszicizmus felé mutat. A homlokzat 14 tengelyes és 35 méter széles. Fő jellegzetessége az enyhén kiugró rizalit, amelynek kőfaragó munkáit Hartmann Antal készítette. A kocsibejáró feletti erkély konzoljait két kompozit oszlop tartja. Az emelet feletti részt pártafal díszíti, amelyen három urna helyezkedik el. 